# Jalal Talabani
Jalal Talabani, född 12 november 1933 i Kelkan i Irakiska Kurdistan, död 3 oktober 2017 i Berlin i Tyskland, var en kurdisk politiker som var Irakiska Kurdistans president mellan 1993 och 2003 och blev även vald till Iraks president för första gången den 7 april 2005. Han återvaldes som president av den irakiska nationalförsamlingen den 22 april 2006 och återvaldes igen den 11 november 2010. Talabani blev den första presidenten som valdes under Iraks nya konstitution.
Talabani var en aktiv politiker i det kurdiska partiet KDP, men bildade senare det egna partiet PUK som är KDP:s huvudrival idag. KDP och PUK har bildat en enad regering i irakiska Kurdistan. Området består för närvarande av de tre irakiska provinserna Erbil (kurdiska: Hewlêr), Dahuk och Sulaymaniyya (kurdiska: Slêmanî). Kurderna kämpar nu för att utöka detta område med bland annat den strategiskt viktiga staden Kirkuk.Han var gift med Hero och de har sönerna Bafel och Qubad. Den äldre sonen Bafel Talabani blev 2020 partiledare för PUK och hans yngre bror Qubad blev 2014 vice preminärminster i Irakiska Kurdistan.
Jalal Talabani drabbades av en stroke år 2012.